# 多萝西·阿兹娜

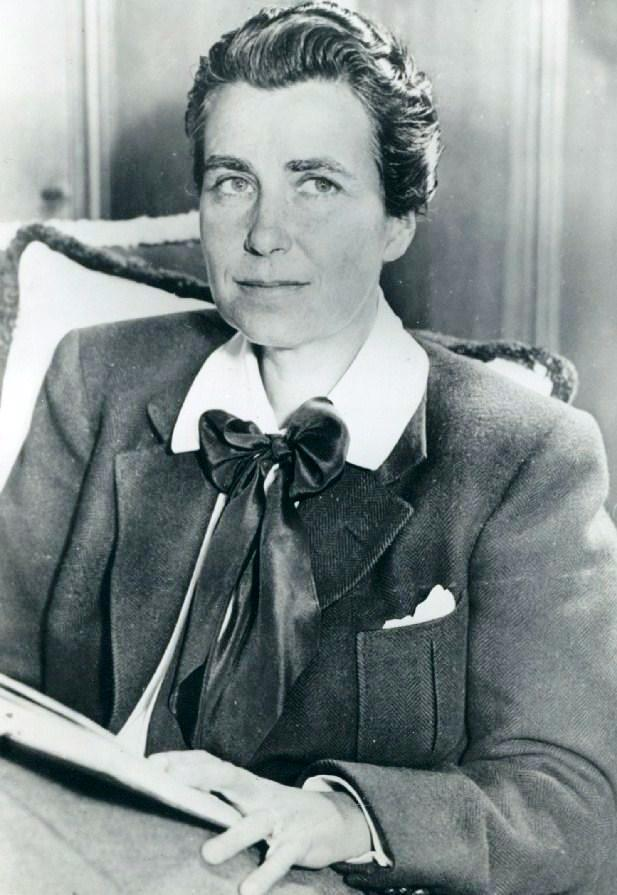
多萝西·阿兹娜

多萝西·阿兹娜 (1897年1月3日 - 1979年10月1日) 是一位美国电影导演。 多萝西·阿兹娜執導的電影中的演員有凯瑟琳·赫本、羅莎琳德·拉塞爾和露西尔·鲍尔。 阿兹纳是第一位加入美国导演工会的女性，也是美國第一位执导有声电影的女性。 